# Spermacoce nana
Spermacoce nana är en måreväxtart som beskrevs av William Roxburgh. Spermacoce nana ingår i släktet Spermacoce och familjen måreväxter. Inga underarter finns listade i Catalogue of Life.